# Microsoft Equation Editor
Microsoft Equation Editor es un editor de fórmulas matemáticas. Este usa el ambiente WYSIWYG. Fue desarrollado por la compañía Design Science. Es una versión simplificada de MathType, desarrollado también por Design Science. Está incluido en todas las versiones de Microsoft Office y en algunas otras aplicaciones comerciales. Puede ser usado como un programa individual o dentro de otro programa. Su licencia es privativa, EULA.
- Datos: Q2297642